# 市村則紀
市村 則紀（いちむら のりお、1952年7月16日 - ）は、茨城県常総市出身の元プロ野球選手（投手）。

## 来歴・人物
茨城県の石下高校時代は、1970年の夏の甲子園県予選準々決勝に進出するが、竜ヶ崎一高に敗れる。
高校卒業後は、東洋大学へ進学し硬式野球部に入部する。東都大学リーグ通算37試合に登板し7勝8敗。1973年秋季リーグから3シーズン連続2位となるが優勝には届かなかった（卒業後の1975年春の2位を含めると4シーズン連続）。後に西武でチームメイトになる大学同期の松沼博久と、投手の二本柱として活躍した。
大学卒業後は、社会人野球の電電関東に入団。先発型の好投手が多く出場機会に恵まれなかったが、リリーフとして徐々に活躍。1981年の都市対抗ではエース田中幸雄をリリーフして好投、チームの準々決勝進出に貢献する。1982年も日本通運の補強選手として都市対抗に連続出場した。
1982年、同年のドラフト会議で中日ドラゴンズから3位指名を受けた。指名時の年齢はドラフト史上最高年齢の30歳5ヶ月であり、「子連れルーキー」として話題となった。30代でのドラフト指名は2022年までの時点で唯一の例である。
1983年から一軍に定着。左サイドスローからのスライダーを主としたクセ球が武器で、主に対左打者のワンポイントリリーフとして活躍した。
1984年には初勝利をあげるが、段々と登板機会が減る。
1986年開幕直前、鈴木康友との交換トレードで西武ライオンズに移籍。同年は、中継ぎで37試合に登板し優勝に貢献した。また、同年の珍プレー特集で、リリーフカーで登場するも交代を告げられた石井毅と間違えており、ブルペンへ戻るシーンが珍プレー大賞に輝き有名になった。この時も茨城訛りの朴訥とした話し方であった。
1988年限りで現役を引退した。翌年にスコアラーとして中日へ復帰。
1998年にはかながわ・ゆめ国体で軟式野球チームのメンバーとして出場、優勝を果たしている。
2000年に社会人野球のクラブチームである相模原クラブにコーチ兼投手として入団し、2002年まで在籍した。
それ以降は、ソフトボールに舞台を移して活躍している。

## 詳細情報

### 年度別投手成績
| 年 度     | 球 団     | 登 板 | 先 発 | 完 投 | 完 封 | 無 四 球 | 勝 利 | 敗 戦 | セ 丨 ブ | ホ 丨 ル ド | 勝 率 | 打 者 | 投 球 回 | 被 安 打 | 被 本 塁 打 | 与 四 球 | 敬 遠 | 与 死 球 | 奪 三 振 | 暴 投 | ボ 丨 ク | 失 点 | 自 責 点 | 防 御 率 | W H I P |
| --------- | --------- | ----- | ----- | ----- | ----- | -------- | ----- | ----- | -------- | ----------- | ----- | ----- | -------- | -------- | ----------- | -------- | ----- | -------- | -------- | ----- | -------- | ----- | -------- | -------- | ------- |
| 1983      | 中日      | 44    | 0     | 0     | 0     | 0        | 0     | 0     | 1        | --          | ----  | 238   | 52.1     | 62       | 1           | 20       | 7     | 2        | 31       | 1     | 0        | 22    | 18       | 3.10     | 1.57    |
| 1984      | 中日      | 27    | 0     | 0     | 0     | 0        | 1     | 0     | 0        | --          | 1.000 | 104   | 23.0     | 23       | 5           | 8        | 0     | 3        | 13       | 0     | 0        | 12    | 11       | 4.30     | 1.35    |
| 1985      | 中日      | 17    | 0     | 0     | 0     | 0        | 0     | 0     | 0        | --          | ----  | 71    | 14.0     | 24       | 2           | 4        | 1     | 2        | 10       | 0     | 0        | 9     | 8        | 5.14     | 2.00    |
| 1986      | 西武      | 37    | 0     | 0     | 0     | 0        | 2     | 2     | 0        | --          | .500  | 131   | 33.0     | 26       | 1           | 6        | 0     | 0        | 21       | 1     | 0        | 12    | 11       | 3.00     | 0.97    |
| 1987      | 西武      | 27    | 0     | 0     | 0     | 0        | 2     | 0     | 0        | --          | 1.000 | 96    | 21.2     | 26       | 5           | 7        | 3     | 0        | 5        | 0     | 0        | 15    | 14       | 5.82     | 1.52    |
| 1988      | 西武      | 11    | 0     | 0     | 0     | 0        | 0     | 0     | 0        | --          | ----  | 25    | 6.1      | 9        | 1           | 0        | 0     | 0        | 3        | 0     | 0        | 4     | 4        | 5.68     | 1.42    |
| 通算：6年 | 通算：6年 | 163   | 0     | 0     | 0     | 0        | 5     | 2     | 1        | --          | .714  | 665   | 150.1    | 170      | 15          | 45       | 11    | 7        | 83       | 2     | 0        | 74    | 66       | 3.95     | 1.43    |

### 記録
- 初登板：1983年4月9日、対広島東洋カープ1回戦（ナゴヤ球場）、6回表1死に3番手で救援登板、2/3回無失点
- 初奪三振：1983年4月12日、対横浜大洋ホエールズ1回戦（横浜スタジアム）、7回裏に屋鋪要から
- 初セーブ：1983年6月9日、対広島東洋カープ8回戦（広島市民球場）、9回裏に3番手で救援登板・完了、1回無失点
- 初勝利：1984年5月17日、対読売ジャイアンツ9回戦（郡山開成山球場）、7回裏2死に2番手で救援登板、1回1/3を無失点

### 背番号
- 37 （1983年 - 1985年）
- 38 （1986年）
- 36 （1987年 - 1988年）